# Carlos Martins Prates
Carlos Martins Prates foi um político brasileiro do estado de Minas Gerais. Prefeito de Uberaba assumiu o cargo de prefeito municipal para o mandato de 1943 a 1946, foi Também deputado estadual em Minas Gerais pelo PSD de 1947 a 1951.
Carlos Prates foi reeleito para a Legislatura de 1951 a 1955. Nesse pleito, foi substituído por Levindo Ozanam Coelho no período de 23/8 a 24/12/1951. Renunciou em 7/12/1954, para tomar posse como Juiz do Tribunal de Contas do Estado de Minas Gerais, sendo substituído pelo deputado José Ribeiro Navarro.